# Koprzywnica

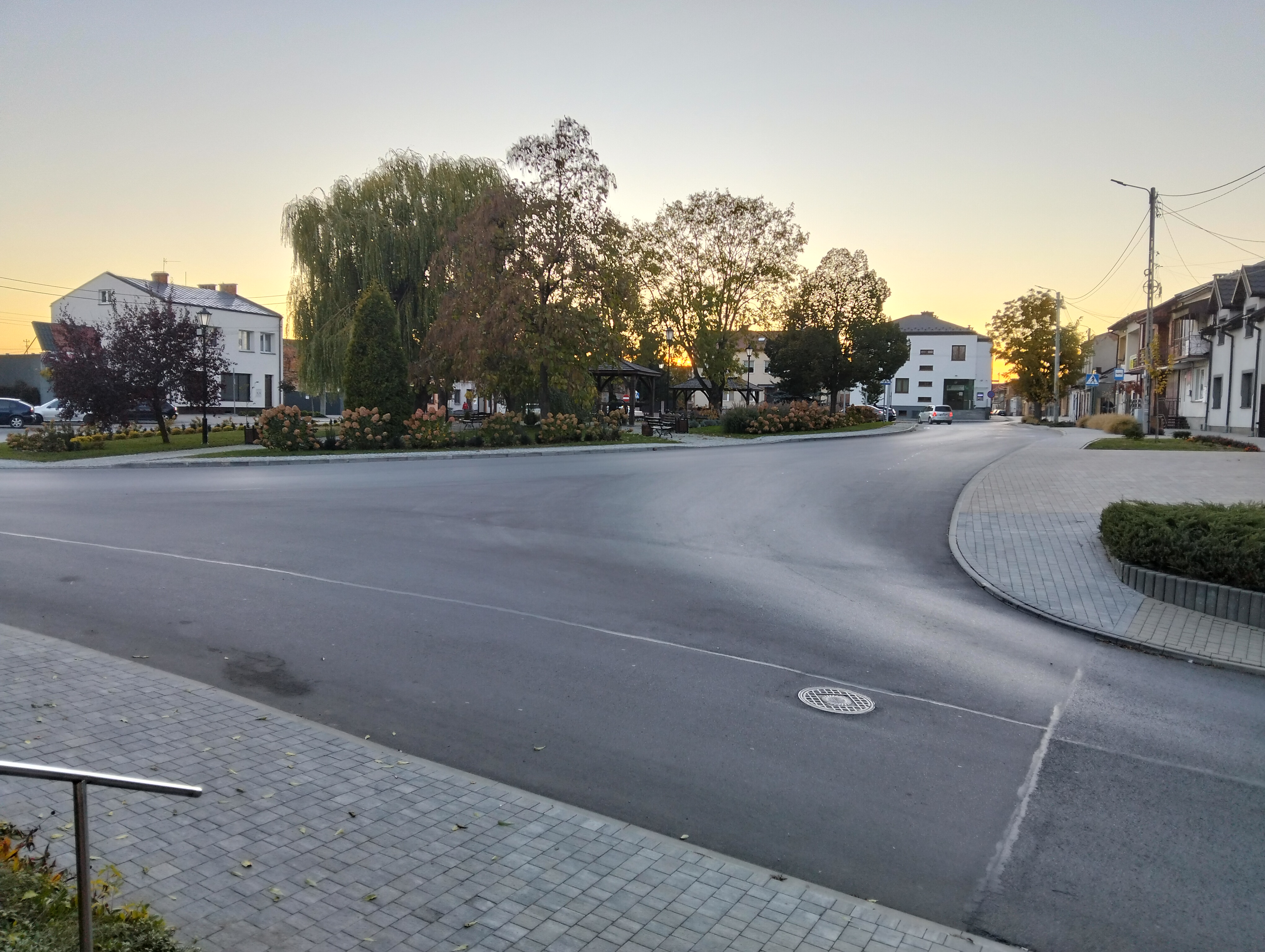
Rynek w Koprzywnicy

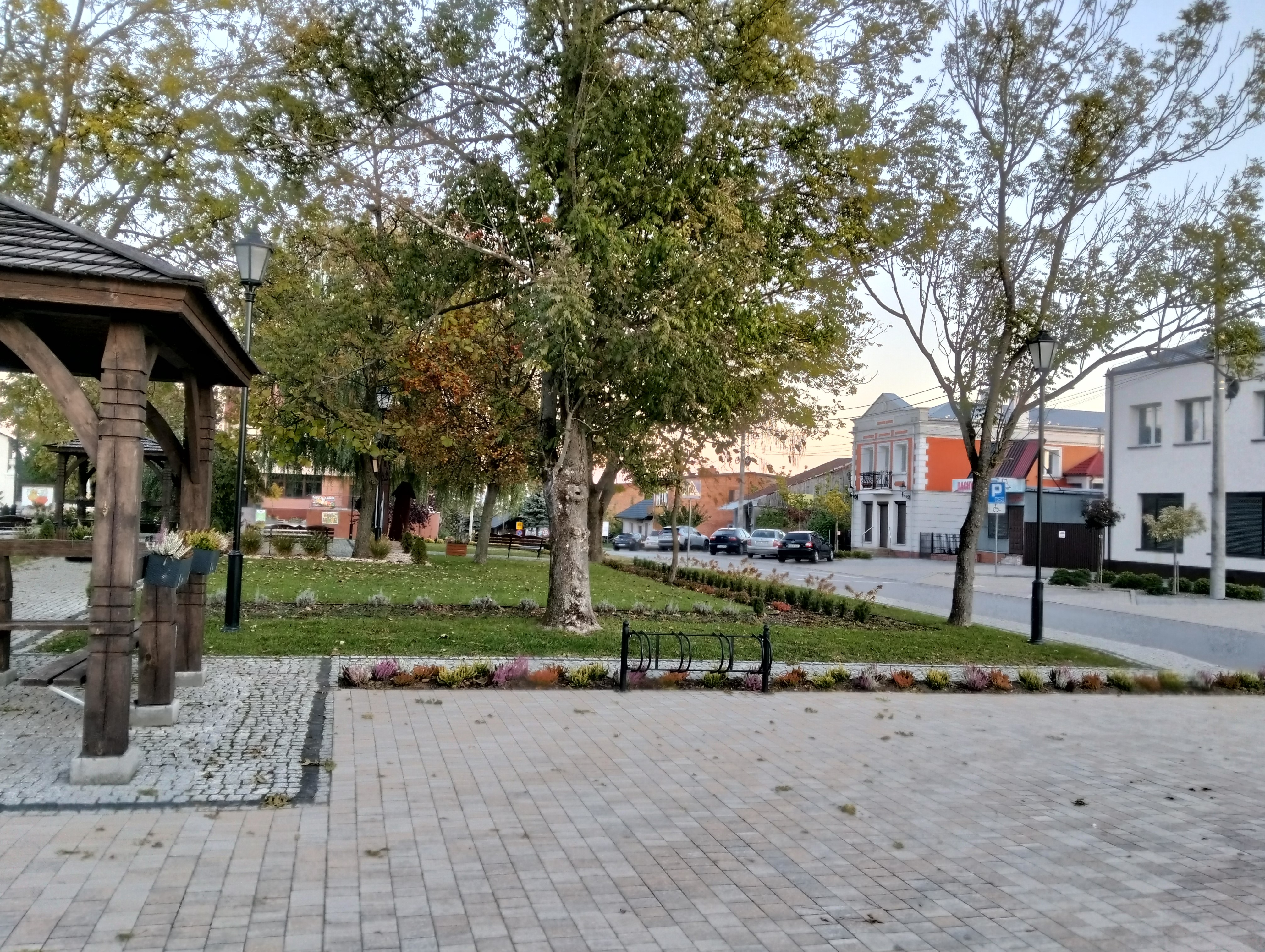
Centralna część Rynku

Koprzywnica, dawniej także Pokrzywnica – miasto w woj. świętokrzyskim, w powiecie sandomierskim, nad rzeką Koprzywianką (obok której utworzono zalew). Siedziba gminy miejsko-wiejskiej Koprzywnica. W latach 1975–1998 miasto administracyjnie należało do woj. tarnobrzeskiego.
Historycznie położona jest w Małopolsce, w ziemi sandomierskiej. Była miastem klasztoru cystersów koprzywnickich w województwie sandomierskim w ostatniej ćwierci XVI wieku.
Według danych z 1 stycznia 2018 Koprzywnica liczyła 2497 mieszkańców.
Przez miasto przechodzi szlak cysterski, tarnobrzeska odnoga Małopolskiej Drogi św. Jakuba, czerwony szlak turystyczny z Gołoszyc do Piotrowic oraz zielony szlak rowerowy z Sandomierza do Ujazdu.
Miejsce popisów szlachty województwa sandomierskiego I Rzeczypospolitej.

## Nazwa
Wymieniona w 1279 w jednym z łacińskich dokumentów jako „Copriuinica”. W dawnej historiografii występuje również jako Pokrzywnica (nazwa Koprzywnica jest czechizmem).

## Historia
W okolicach Koprzywnicy w czasach przedchrześcijańskich istniał bardzo silny ośrodek kultu ognia. Osada nad Koprzywianką istniała już w początkach XII wieku. W 1185 r. książę Kazimierz Sprawiedliwy sprowadził do Koprzywnicy z burgundzkiego Morimondu cystersów. Opactwo to wysyłało swoich wychowanków do wielu klasztorów w Europie. Mikołaj Bogoria Skotnicki (1150-1238) – rycerz, komes (darczyńca Cystersów) - podarował w 1185 r. Koprzywnicę i kilka pobliskich wsi, np. Krzcin i Gnieszowice, a także koło Krosna m. Wietrzno i inne miejscowości, zakonowi cystersów, przybyłemu z Francji. Pomogli im także biskupi krakowscy – Gedko oraz Pełka.
Dokumentem księcia Bolesława V Wstydliwego z 8 grudnia 1268 r. osada targowa Koprzywnica uzyskała prawa miejskie na prawie magdeburskim (na wzór miasta Krakowa). Dzięki cystersom miasto przeżywało duży rozkwit. W wiekach XV–XVII zaliczane było do średniej wielkości ośrodków Małopolski. W 1279 r. biskup firmański Filip de Casate, w latach 1278-1282 legat papieski na Węgrzech i w Polsce, w łacińskim dokumencie wystawionym w Budzie na Węgrzech potwierdził opatowi klasztoru cystersów w Koprzywnicy prawo do pobierania dziesięciny między innymi z samej Koprzywnicy, Wietrzna, Krzcina i Gnieszowic.
Pisemna wzmianka o Koprzywnicy pochodzi z 1280 i związana jest ze zwycięstwem Leszka Czarnego pod Koprzywnicą, nad wojskami Księcia ruskiego Lwa, po którym Leszek Czarny, uderzył na ziemie pogranicza, zdobywając m.in. Przeworsko.
Jak podaje kronika Janka z Czarnkowa, na krótko przed swą śmiercią nocował w klasztorze cystersów Kazimierz Wielki. W 1606 miał tu miejsce rokosz szlachty przeciwko Zygmuntowi III Wazie pod przywództwem Mikołaja Zebrzydowskiego.
W latach 1655–1660 Koprzywnica ucierpiała w wyniku potopu szwedzkiego.
Katarzyna Bobola z h. Leliwitów – właścicielka włości w tych stronach – siostra Stanisława Boboli i krewna św. Andrzeja Boboli, wzięła 16 listopada 1676 r. w Koprzywnicy ślub z Gabrielem Witowskim, udzielony przez opata Cystersów z Koprzywnicy – Jerzego Ossolińskiego i urządziła wielkie wesele.
Po kasacji zakonu cystersów w 1820 Koprzywnica podupadła, i w 1869 r. utraciła prawa miejskie. Zostały one jej przywrócone 1 stycznia 2001 roku.
W 1911 sprowadzono relikwie świętego Floriana, które miały chronić, zdaniem wiernych, ten gród od pożarów i innych klęsk.
W 1921 mieszkało tu 2349 osób. W 1929 działało stałe połączenie autobusowe z Sandomierzem. Funkcjonowały dwa kościoły katolickie (jeden filialny) i synagoga. W budynku synagogi działał cheder „Jesode ha-Tora”, w którym czterech nauczycieli uczyło 80 dzieci. Działała także szkoła żydowska dla dziewcząt. W trakcie okupacji niemieckiej w Koprzywnicy działało getto żydowskie.
12 maja 2009 r. Koprzywnicę odwiedził Prezydent RP Lech Kaczyński. Była to pierwsza od prawie 650 lat, od pobytu króla Kazimierza Wielkiego, wizyta głowy państwa w tej miejscowości.
Przy ul. Leśnej znajdował się kirkut o powierzchni 1,5 ha. Nie wiadomo dokładnie, kiedy powstał. W czasie II wojny światowej został zdewastowany przez hitlerowców. Zachowały się tylko ślady mogił.

## Struktura powierzchni
Według danych z lat 2001–2005 miasto Koprzywnica ma obszar 17,9 km². W ciągu tego okresu zmniejszył się procentowy udział użytków rolniczych (z 80,5% w 2001 do 71,8% w 2005) oraz lasów (z 8,8% w 2001 do 8,7% w 2005, przy czym zwiększył się on w stosunku do roku 2003 z 8,9%) na rzecz zwiększenia się areału nieużytków (z 10,7% w 2001 do 19,5% w 2005). Część użytków rolnych (m.in. gruntów ornych) i nieużytków wykorzystana została pod zabudowę miejską, w tym celu wykorzystano też znaczne połacie łąk. Jednak bardzo niska opłacalność/dochodowość z areału użytków rolnych wymusiła na mieszczanach-rolnikach działania na rzecz odłogowania oraz zadrzewiania znacznych połaci swoich domostw; trendu tego nie powstrzymały dopłaty bezpośrednie z UE, bowiem znaczna część z nich przebranżowiła się.

| I.   | OGÓŁEM           | OGÓŁEM                         | OGÓŁEM                         | OGÓŁEM                         | ha               | 1 790            | 1 790            | 1 790            | 1 790            | 1 790            |                  |                  |                  |                  |                  |                  |
| I.   | OGÓŁEM           | OGÓŁEM                         | OGÓŁEM                         | OGÓŁEM                         | %                | 100              | 100              | 100              | 100              | 100              |                  |                  |                  |                  |                  |                  |
| II.  | UŻYTKI ROLNE     | UŻYTKI ROLNE                   | UŻYTKI ROLNE                   | UŻYTKI ROLNE                   | UŻYTKI ROLNE     | UŻYTKI ROLNE     | UŻYTKI ROLNE     | UŻYTKI ROLNE     | UŻYTKI ROLNE     | UŻYTKI ROLNE     | UŻYTKI ROLNE     | UŻYTKI ROLNE     | UŻYTKI ROLNE     | UŻYTKI ROLNE     | UŻYTKI ROLNE     | UŻYTKI ROLNE     |
| II.  | 1.               | Powierzchnia użyt- ków rolnych | Powierzchnia użyt- ków rolnych | Powierzchnia użyt- ków rolnych | ha               | 1441             | 1441             | 1434             | 1286             | 1286             |                  |                  |                  |                  |                  |                  |
| II.  | 1.               | Powierzchnia użyt- ków rolnych | Powierzchnia użyt- ków rolnych | Powierzchnia użyt- ków rolnych | %                | 80,5             | 80,5             | 80,1             | 71,8             | 71,8             |                  |                  |                  |                  |                  |                  |
| II.  | 1.               | —                              | grunty orne                    | grunty orne                    | ha               | 957              | 957              | 828              | 728              | 728              |                  |                  |                  |                  |                  |                  |
| II.  | 1.               | —                              | grunty orne                    | grunty orne                    | %                | 66,4             | 66,4             | 57,7             | 56,6             | 56,6             |                  |                  |                  |                  |                  |                  |
| II.  | 1.               | —                              | sady                           | sady                           | ha               | 222              | 222              | 423              | 423              | 423              |                  |                  |                  |                  |                  |                  |
| II.  | 1.               | —                              | sady                           | sady                           | %                | 15,4             | 15,4             | 29,5             | 32,9             | 32,9             |                  |                  |                  |                  |                  |                  |
| II.  | 1.               | —                              | łąki                           | łąki                           | ha               | 258              | 258              | 158              | 128              | 128              |                  |                  |                  |                  |                  |                  |
| II.  | 1.               | —                              | łąki                           | łąki                           | %                | 17,9             | 17,9             | 11               | 10               | 10               |                  |                  |                  |                  |                  |                  |
| II.  | 1.               | —                              | pastwiska                      | pastwiska                      | ha               | 4                | 4                | 25               | 7                | 7                |                  |                  |                  |                  |                  |                  |
| II.  | 1.               | —                              | pastwiska                      | pastwiska                      | %                | 0,3              | 0,3              | 1,8              | 0,5              | 0,5              |                  |                  |                  |                  |                  |                  |
| II.  | LASY             | LASY                           | LASY                           | LASY                           | LASY             | LASY             | LASY             | LASY             | LASY             | LASY             | LASY             | LASY             | LASY             | LASY             | LASY             | LASY             |
| II.  | 1.               | Lasy i grunty leśne            | Lasy i grunty leśne            | Lasy i grunty leśne            | ha               | 158              | 158              | 160              | 155              | 155              |                  |                  |                  |                  |                  |                  |
| II.  | 1.               | Lasy i grunty leśne            | Lasy i grunty leśne            | Lasy i grunty leśne            | %                | 8,8              | 8,8              | 8,9              | 8,7              | 8,7              |                  |                  |                  |                  |                  |                  |
| III. | POZOSTAŁE GRUNTY | POZOSTAŁE GRUNTY               | POZOSTAŁE GRUNTY               | POZOSTAŁE GRUNTY               | POZOSTAŁE GRUNTY | POZOSTAŁE GRUNTY | POZOSTAŁE GRUNTY | POZOSTAŁE GRUNTY | POZOSTAŁE GRUNTY | POZOSTAŁE GRUNTY | POZOSTAŁE GRUNTY | POZOSTAŁE GRUNTY | POZOSTAŁE GRUNTY | POZOSTAŁE GRUNTY | POZOSTAŁE GRUNTY | POZOSTAŁE GRUNTY |
| III. | 1.               | Pozostałe grunty i nieużytki   | Pozostałe grunty i nieużytki   | Pozostałe grunty i nieużytki   | ha               | 191              | 191              | 196              | 349              | 349              |                  |                  |                  |                  |                  |                  |
| III. | 1.               | Pozostałe grunty i nieużytki   | Pozostałe grunty i nieużytki   | Pozostałe grunty i nieużytki   | %                | 10,7             | 10,7             | 11               | 19,5             | 19,5             |                  |                  |                  |                  |                  |                  |

## Zabytki

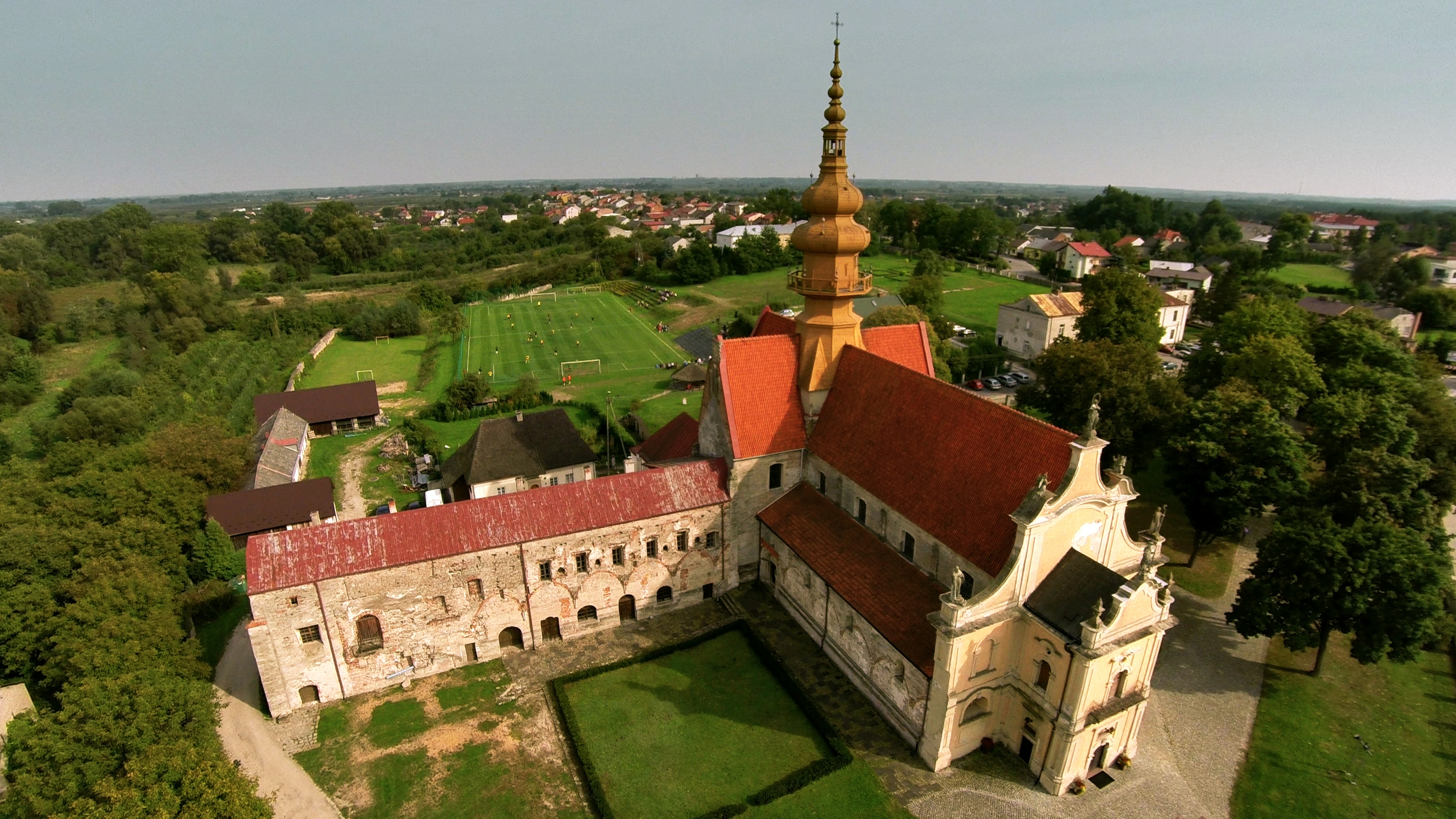
Pocysterski kościół pw. św. Floriana

- Układ urbanistyczny, wpisany do rejestru zabytków nieruchomych (nr rej.: A.691 z 4.12.1956 i z 23.10.1987)[17]
- Kościół parafialny pw. MB Różańcowej z końca XVII w., przebudowany w XIX w. (nr rej.: A.692 z 31.03.1971 i z 14.06.1977)[17].
- Zespół opactwa cystersów (nr rej.: A.693/1-4 z 10.01.1966 i z 14.06.1977)[17]:
  - kościół parafialny pw. św. Floriana z I połowy XIII w., przebudowywany w XVI, XVII–XVIII w. i w 1920 r.,
  - wschodnie skrzydło klasztorne z I połowy XIII w., przebudowywane w XIV–XIX w.,
  - dworek opacki z 1620 r., przebudowany w XVIII w.,
  - ogród i ogrodzenie.
- Cmentarz parafialny przy ul. Cmentarnej (nr rej.: A.694 z 10.04.1989)[17].

### Zniszczone zabytki
- Kościół Wszystkich Świętych
- Kościół św. Leonarda
- Kościół Świętego Ducha

## Transport
- 79 Droga krajowa nr 79: Warszawa – Sandomierz – Kraków – Katowice – Bytom
- 758 Droga wojewódzka nr 758: Iwaniska – Koprzywnica – Tarnobrzeg

## Znani mieszkańcy
- Walenty Maciej Arcemberski
- ks. Tomasz Chachulski
- Franciszek Pantoczek
- Walenty Lipiński
- Mateusz Beksiński
- Hieronim z Koprzywnicy

## Sport
W Koprzywnicy, od 1932 roku, działa klub piłki nożnej, Koprzywianka Koprzywnica, występujący obecnie (sezon 2023/24) w klasie A, będącej siódmą, pod względem ważności klasą, męskich ligowych rozgrywek piłkarskich w Polsce.
Największym sukcesem zespołu były występy w klasie okręgowej.

## Ulice
Poniżej w tabeli 1 ulice będące integralną częścią miasta Koprzywnica, z aktualnie przypasanym im numerem zgodnym z TERYT z katalogu ULIC.

| Symbol ulicy | Nazwa ulicy                | Symbol ulicy | Nazwa ulicy       | Symbol ulicy | Nazwa ulicy             | Symbol ulicy | Nazwa ulicy             |
| ------------ | -------------------------- | ------------ | ----------------- | ------------ | ----------------------- | ------------ | ----------------------- |
| 00157        | ul. Akacjowa               | 07565        | ul. Jędrusiów     | 38524        | ul. Mała Koprzywnica    | 19326        | ul. Rzeczna             |
| 00432        | ul. Armii Krajowej         | 08485        | ul. Klasztorna    | 12210        | ul. Mały Rynek          | 19491        | ul. Sandomierska        |
| 02974        | ul. Cicha                  | 09299        | ul. Stefana Kopra | 12991        | ul. Miodowa             | 20254        | ul. Słoneczna           |
| 03503        | ul. Czynowa                | 09796        | ul. Krakowska     | 15233        | ul. Osiecka             | 20683        | ul. Sportowa            |
| 05085        | ul. Floriańska             | 10009        | ul. Krótka        | 16033        | ul. Piaskowa            | 34756        | ul. Stare Zarzecze      |
| 05345        | ul. Garncarska             | 10562        | ul. Kwiatowa      | 16264        | ul. Józefa Piłsudskiego | 21970        | ul. Szkolna             |
| 05476        | ul. Gęsia                  | 10898        | ul. Leśna         | 17011        | ul. Polna               | 22675        | ul. Tarnobrzeska        |
| 30701        | skwer Jana Pawła II        | 11205        | ul. 11 Listopada  | 17742        | ul. Przemysłowa         | 25687        | ul. Zarzecze            |
| 07318        | ul. Władysława Jasińskiego | 11937        | ul. 3 Maja        | 19253        | ul. Rynek               | 26469        | ul. Stefana Żeromskiego |

## Demografia
Według danych z 31 grudnia 2004, miasto miało 2546 mieszkańców.
- Piramida wieku mieszkańców Koprzywnicy w 2014 roku[2].

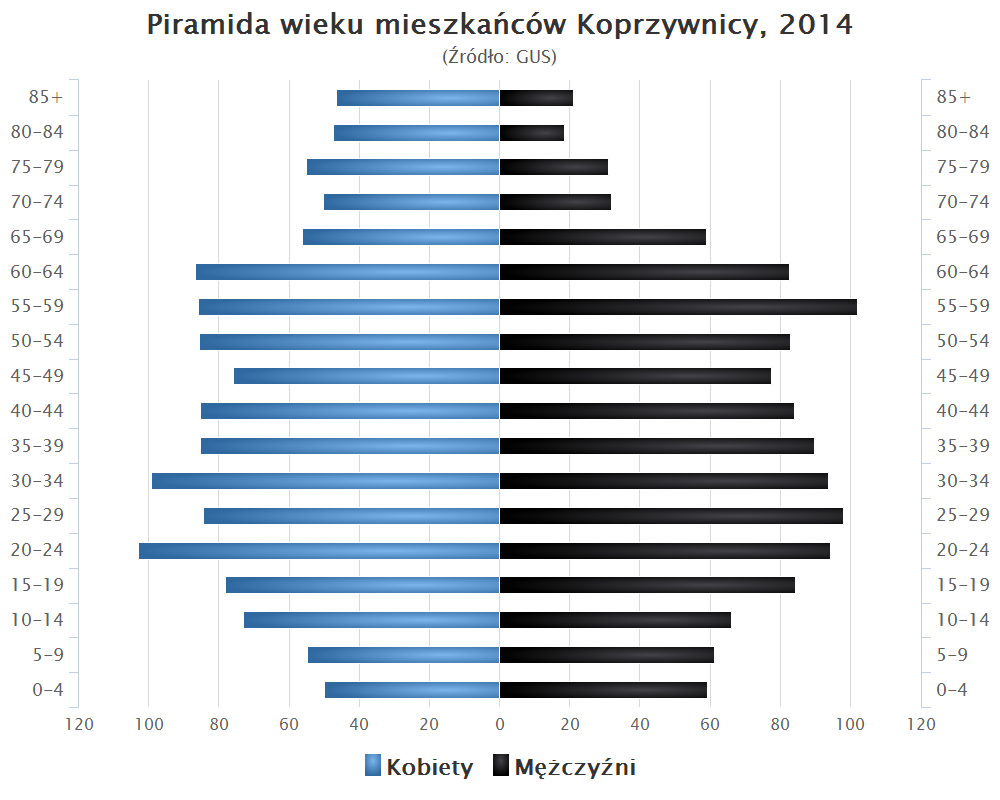